# Servicios de Microsoft para móviles
Servicios de Microsoft para móviles (en inglés:Microsoft Mobile Services (MMS) son un conjunto de servicios móviles personalizados específicamente creado para dispositivos móviles. Es ofrecido a través de aplicaciones y por el navegador móvil para Phone, iPhone, iPad, Nokia o Android.

## Aplicaciones y servicios web
| Servicio móvil                | App | SMS | Web | Descripción |
| ----------------------------- | --- | --- | --- | --- |
| Calendar Mobile               |     |     |     | Servicio de SMS para los usuarios, para consultar que hay para hoy y para el otro día en Hotmail Calendar |
| Hotmail Mobile                |     |     |     | Versión Basado en Web y en App de Hotmail para los dispositivos móviles y permite nuevas alertas de correo electrónico a través de SMS |
| Windows Live Messenger Mobile |     |     |     | Versión basado en Web y en App de Windows Live Messenger que está diseñado para dispositivos móviles y permitir a los usuarios enviar mensajes instantáneos a través de SMS                                                                                           |
| Contact Mobile                |     |     |     | Diseñada para dispositivos móviles para el acceso a información de contacto. En la App permite la integración de la lista contacto con libreta de direcciones del dispositivo móvil. Permite también a los usuarios información de contacto, consulta a través de SMS |
| SkyDrive Mobile               |     |     |     | Versión web de SkyDrive diseñado para dispositivos móviles para acceder a los documentos almacenados en la nube. La App permite subir fotos directamente desde la cámara de un teléfono móvil.                                                                        |

## Bing Mobile
Bing Mobile (anteriormente Live Search Mobile) es una herramienta búsqueda para dispositivos móviles de Microsoft parte de su motor de búsqueda, Bing. Se tendrán por objeto resultados de búsqueda para mostrar hasta diez en la pantalla en un momento en formato y permitir al usuario guardar los resultados en el dispositivo.
Hay tres formas que Bing Mobile puede tener acceso:
- Bing 411
- Navegación móvil
- Aplicación móvil

## Características

### Bing 411
En los Estados Unidos, Microsoft opera un número gratuito (1-800-BING-411) para asistencia de directorio llamado Bing 411. Esto servicios de tecnologías de búsqueda de voz de usos (powered by Tellme). Los usuarios son capaces de encontrar tiendas locales y restaurantes y obtener instrucciones de conducción, informes de tráfico, puntuaciones de deportes, cotizaciones bursátiles, meteorológicas informa a través de este servicio.

### Navegación móvil
La navegación móvil permite al usuario tener acceso a Bing en sus dispositivos móviles a través de conexión WAP o GPRS. La interfaz está optimizada para verse en terminales móviles. Los usuarios pueden:
- Busque en la web para obtener información
- obtiene información de noticias
- buscar empresas locales de área local del usuario
- obtener mapas e instrucciones de conducción
- obtener respuestas a preguntas
- en el Reino Unido y en Japón - "Find My Internet" para localizar la ubicación del usuario

### Aplicación móvil
La aplicación Mobile está disponible como una aplicación J2ME teléfonos no-Windows Mobile y como una aplicación de .NET más rica para dispositivos Windows Mobile. Proporciona búsquedas de página blanco y amarillo, mapas (carretera y vía satélite aéreo), instrucciones de conducción y las condiciones del tráfico. Otras características incluyen:
- Predictivo de texto
- Búsqueda y búsqueda a través de categorías de negocios
- Entrada de búsqueda de reconocimiento de voz
- Resultados de búsqueda incluyen un número de teléfono y dirección; los usuarios pueden hacer clic para pedir una inmediata
- Conexión
- Otros resultados de búsqueda enviar mediante SMS
- Buscar mapas para direcciones específicas
- Obtener direcciones hacia y desde un destino determinado
- Obtiene un streetview de una ubicación particular
- Obtener instrucciones de turno por turno mediante un receptor GPS
- Ver información de tráfico por las carreteras principales en ciudades seleccionadas.
- Obtenga los precios de gas local
- Obtiene las previsiones meteorológicas
- Ver la película showtimes y teatros
- Un servicio llamado "Deudas" que tienen personalizables cerca de los puntos de interés (usando Bing Maps colecciones o GeoRSS feeds) tales como:
  - BBC World News
  - Flickr: últimas fotos
  - HomeThinking: recientes ventas de Home
  - Próximos eventos
  - Wikipedia
  - Yakaz:Homes para venta

## MSN Mobile
MSN Mobile incluye servicios de información y las comunicaciones móviles para dispositivos móviles de Microsoft como parte de su gama de servicios de MSN. Muchos sitios MSN se pueden acceder directamente desde dispositivos móviles.
Ofertas de productos de MSN Mobile se originan en dos grupos centrada en el móvil dentro de la división de servicios en línea de Microsoft. El más antiguo grupo, llamado Windows Live Mobile, ofrece principalmente servicios basada en WAP y SMS. El grupo más reciente, MSN Mobile, comenzó en agosto de 2006 se centró en llevar la prima MSN y usuario genera contenidos para móviles dispositivos a través de las aplicaciones de cliente y navegación móvil
Hay dos formas de que MSN Mobile puede accederse:
- Exploración móviles
- Aplicación móvil

## Características

### Navegación móvil
Navegación móvil permite a los usuarios acceder a contenido MSN y servicios optimizados para sus dispositivos móviles. Los usuarios pueden:
- MSNBC noticias de última hora de obtener
- ver aspectos destacados de Fox Sports y puntuaciones más recientes
- catch en las últimas noticias de entretenimiento, celebridades y película MSN
- ver vídeos del servicio de MSN video
- buscar película local y showtimes de área local del usuario
- Get pronóstico del tiempo local
- comprobar su horóscopo diario
- buscar en la web para obtener información
- chat con amigos en línea con Windows Live Messenger
- obtener mapas e instrucciones de conducción
- Peruse
- obtener respuestas a preguntas